# X-44無人試驗機
X-44無人試驗機（英語：Lockheed Martin X-44）是洛克希德·馬丁公司旗下的臭鼬工廠所研發的高空無人飛行載具。

## 發展
1999年取消RQ-3計畫後，洛克希德·馬丁決定建造一個飛翼構型的無人試驗機，並計畫將此機用於戰鬥與非戰鬥任務中。由此所產生的X-44於1999年被建造出來，並於2001年進行首飛。洛克希德·馬丁於2018年才將此計畫解密。

## 設計
據報導，X-44由奈米碳纖維製成，並由威廉姆斯F122渦扇發動機提供動力。 X-44的翼展是30英尺（9.1公尺），是RQ-170的一半。

## 另見
- RQ-170偵查機

## 資料來源
- 詳細資料來自西雅圖飛行博物館所展示之資料。